# Coop Himmelb(l)au

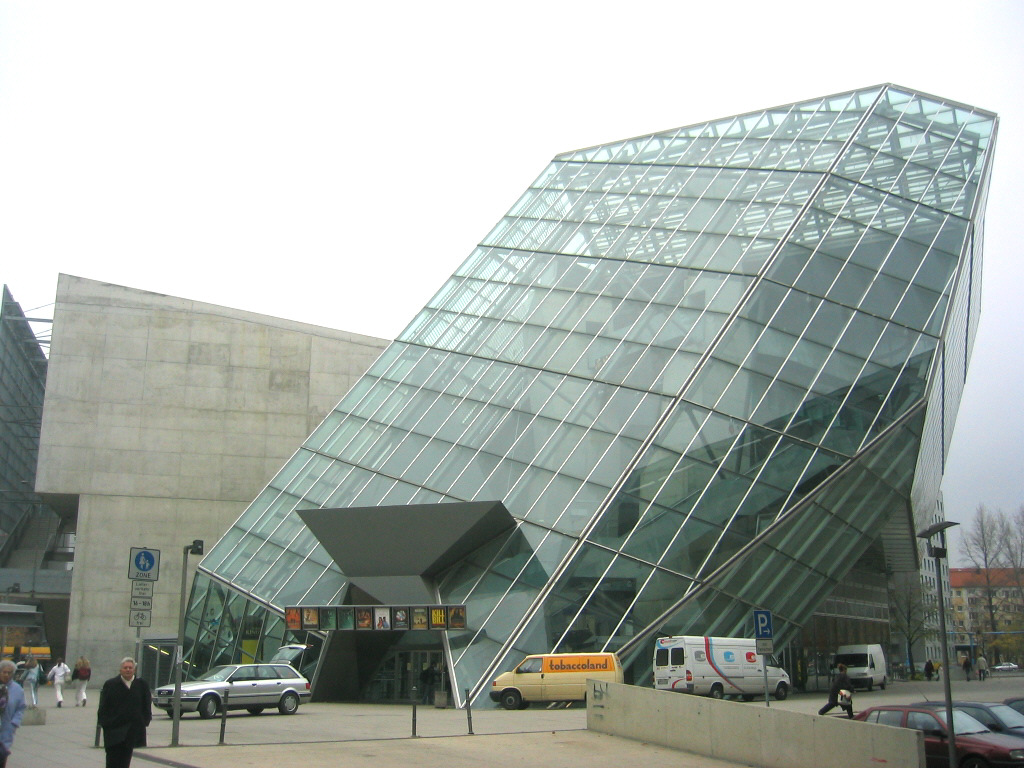
UFA-Palast em Dresden

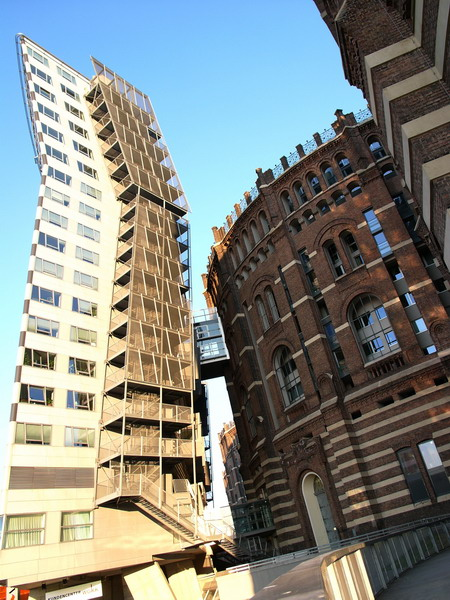
Gasômetro em Viena

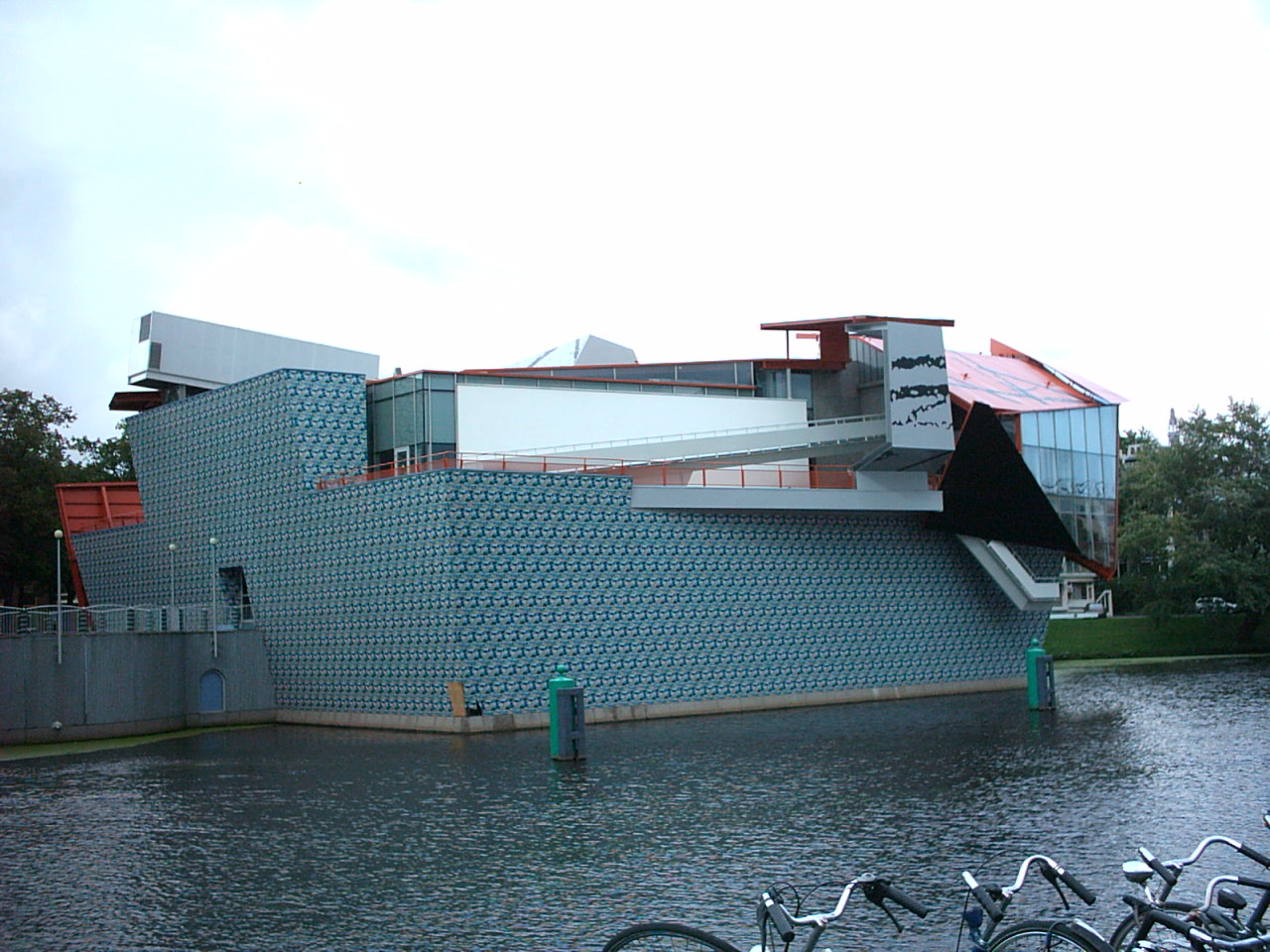
Museu Groninger, nos Países Baixos

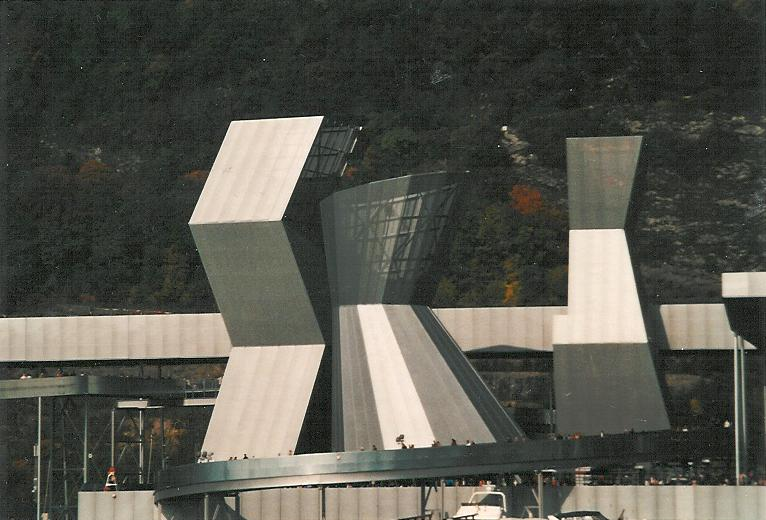
Arteplage em Biel/Bienne na Expo.02

Coop Himmelb(l)au (1968-) é uma empresa cooperativa de projetos arquitetônicos inicialmente localizada em Viena, Áustria e que atualmente também mantém escritórios em Los Angeles, Estados Unidos da América e Guadalajara, México. O nome da empresa Himmelblau é traduzida do alemão para o  português como 'céu azul', Himmelbau traduzido como 'construção celestial'. O termo Coop no título é a abreviatura no mundo dos negócios para cooperativa.
Coop Himmelblau foi fundada por Wolf Prix, Helmut Swiczinsky e Michael Holzer e ganhou destaque internacional através de Peter Eisenman, Zaha Hadid, Frank Gehry e Daniel Libeskind com a exposição de 1988, "Deconstructivist Architecture" no Museu de Arte Moderna de Nova Iorque. Seus trabalhos abrangem desde prédios comerciais até projetos residenciais.

## Projetos selecionados
- O European Central Bank em Frankfurt (em construção)
- Hotel - 55th Street & 8th Avenue, New York City (proposto)
- Akron Art Museum ampliação (2007)
- Los Angeles Area High School #9, Califórnia, USA (2002–2008)
- BMW World (BMW Welt) Munique, Alemanha (2001–2007)
- Great Egyptian Museum, Cairo, Egito  (2002–2003)
- Arteplage em Biel/Bienne na Expo.02 da Suíça
- O Media Pavilion na 6ª Exposição International de Arquitetura, Biennale di Venezia (1995)
- UFA-Cinema Center em Dresden (1993–98)
- Museu Groninger, Groninga, Paises Baixos (1993–1994)
- Academy of Fine Arts Munich (1992/2002-2005)
- O Gasômetro de Viena, Áustria (1999-2001)

## Prêmios
- Prêmio de Arquitetura Erich Schelling, 1992
- Medalha de Ouro por mérito do estado federal de Viena, Áustria 2002
- Annie Spink Award, RIBA, Londres, Inglaterra, 2004
- Nos Estados Unidos em 2005
  - O Chicago Athenaeum, Illinois
  - Akron Art Museum, Ohio (2001-2006)